# District d'Ysyk-Köl
Le district d'Ysyk-Köl (en kirghize : Ысык-Көл району) est un raion de la province d'Yssyk-köle dans le nord du Kirghizistan. Son chef-lieu est la ville de Cholpon-Ata. Sa superficie est de 3 603 km2, et 75 533 personne y résidaient en 2009.

## Géographie
Le district est de forme allongée, coincé entre la rive nord-est du lac Yssyk Koul et la frontière sud du Kazakhstan ou du district de Kemin. Il touche à son extrémité orientale le district de Tüp et celui de Tong à sa pointe occidentale. Les pentes sud des monts Küngöy Ala-Too constituent l'essentiel de son paysage.

## Galerie

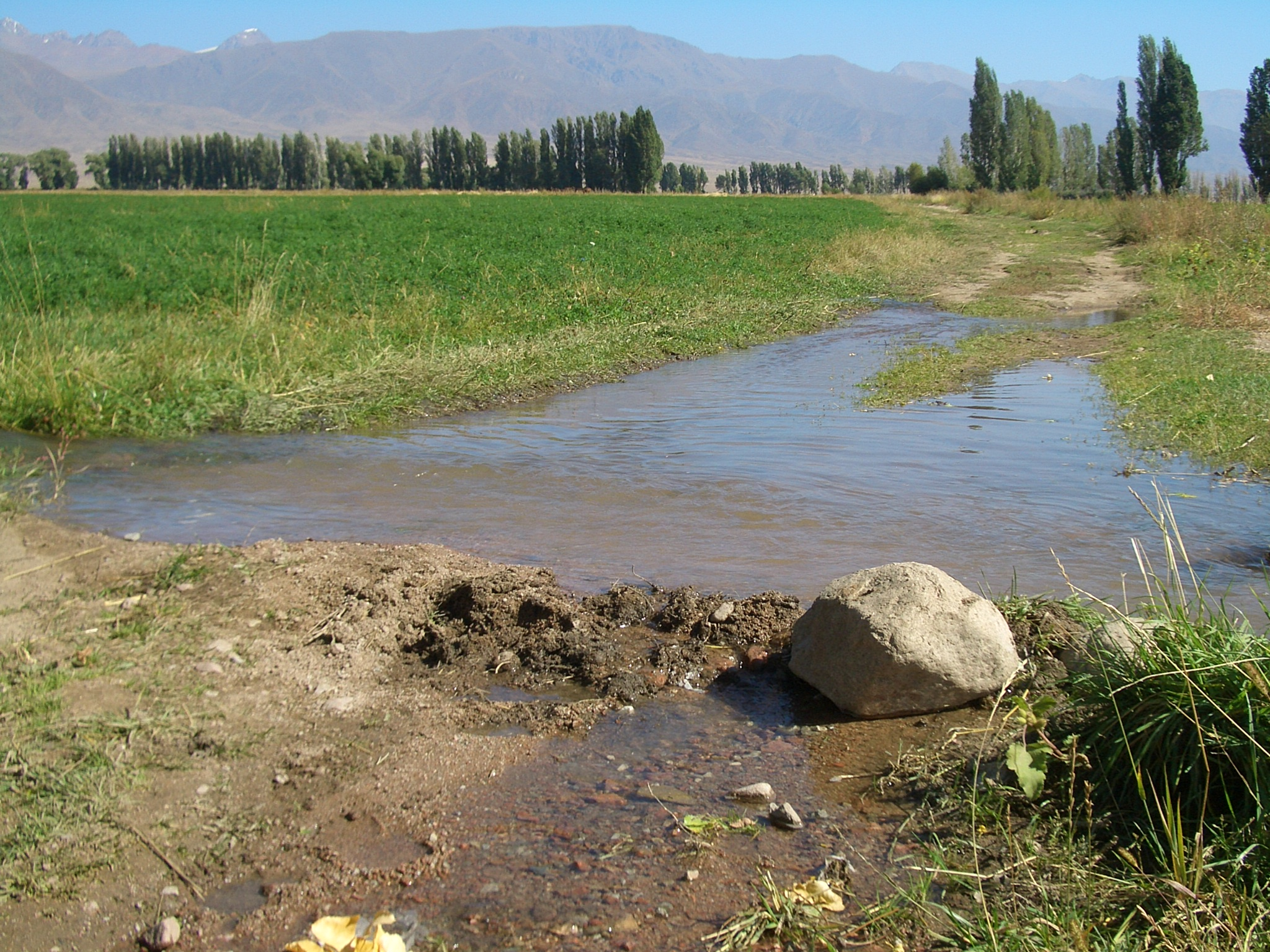
Cultures irriguées.
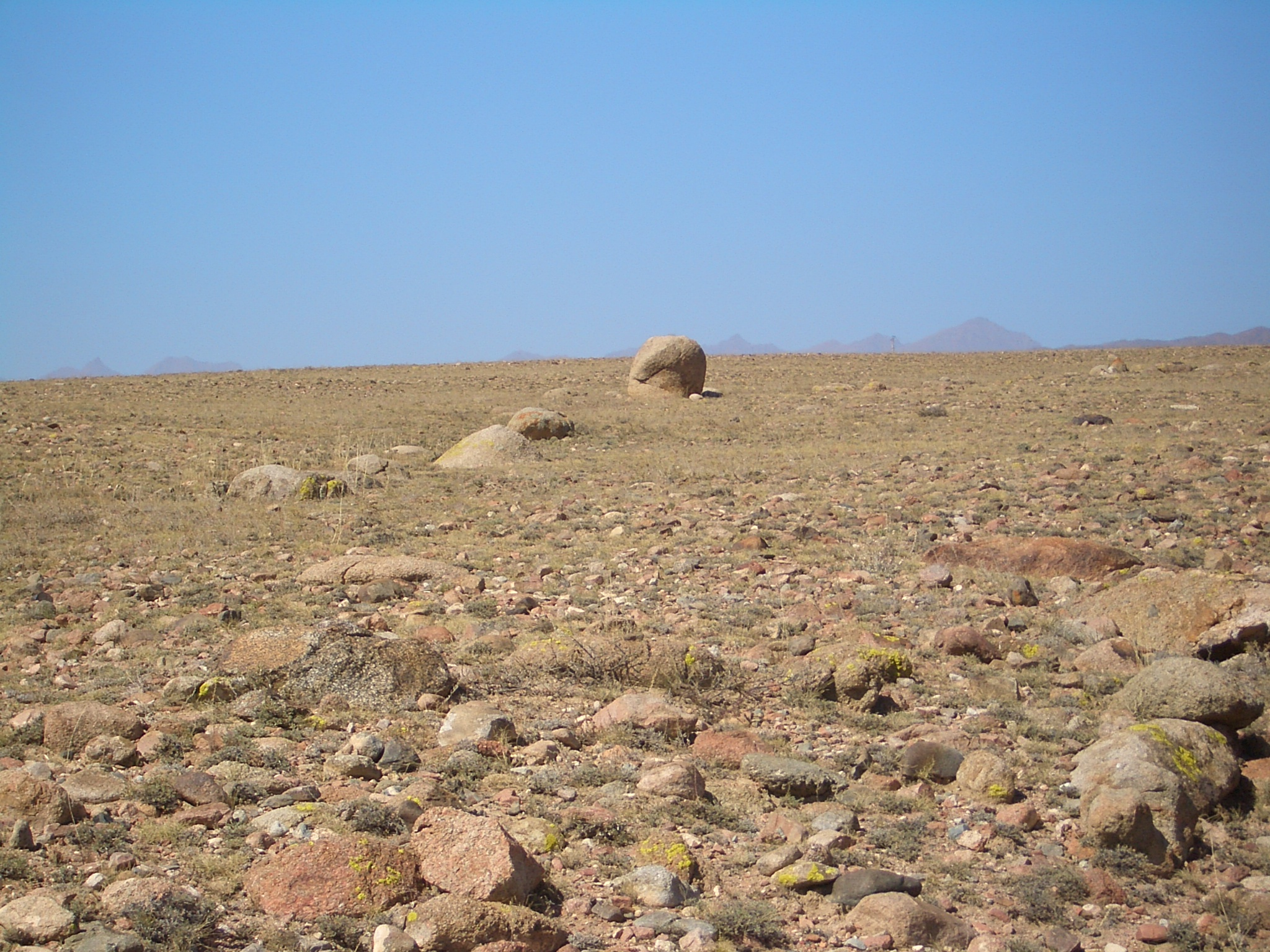
Désert au-dessus de Tamchy.
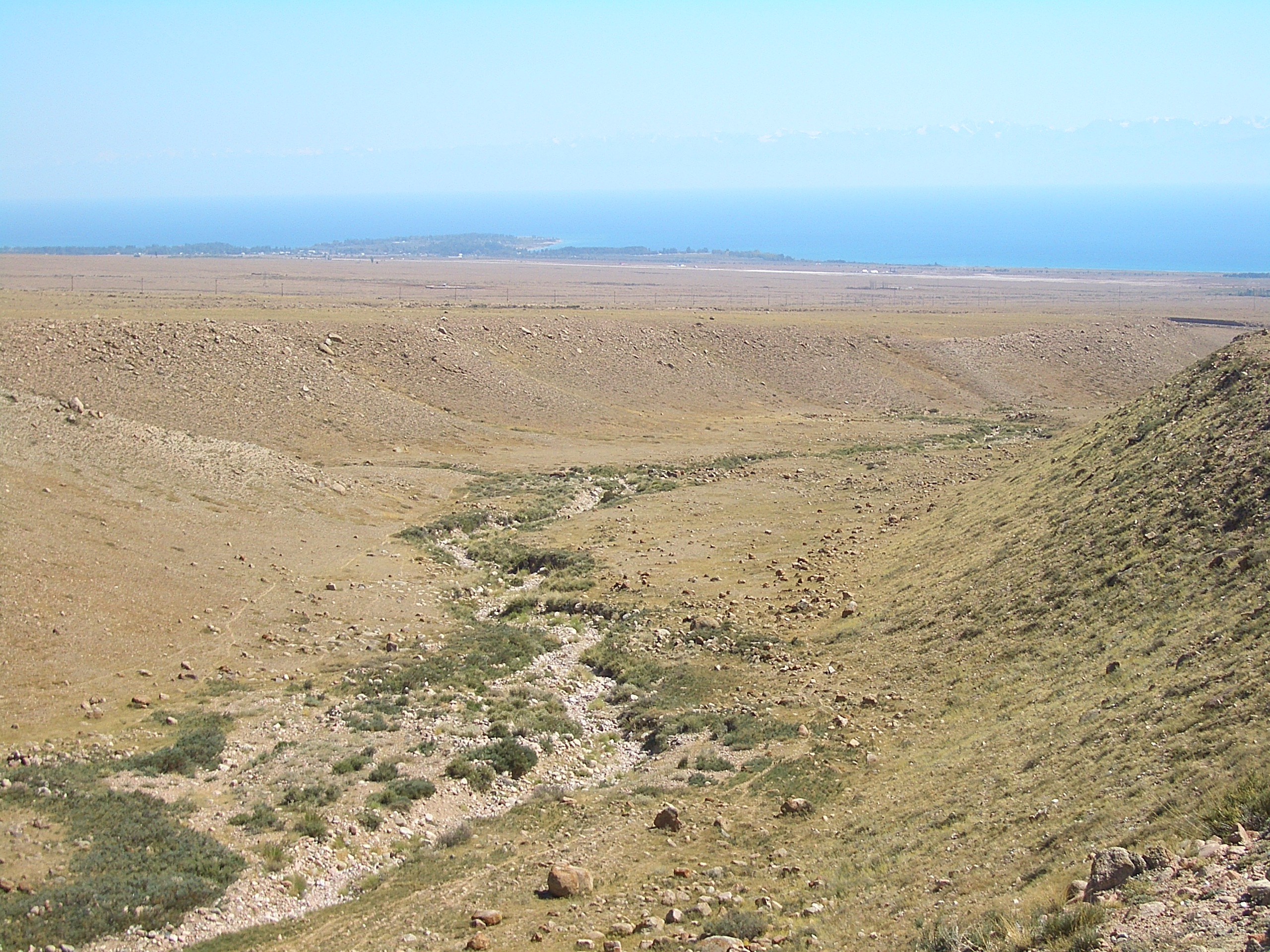
Désert au-dessus de  Tamchy, avec la péninsule de Choktal au fond.
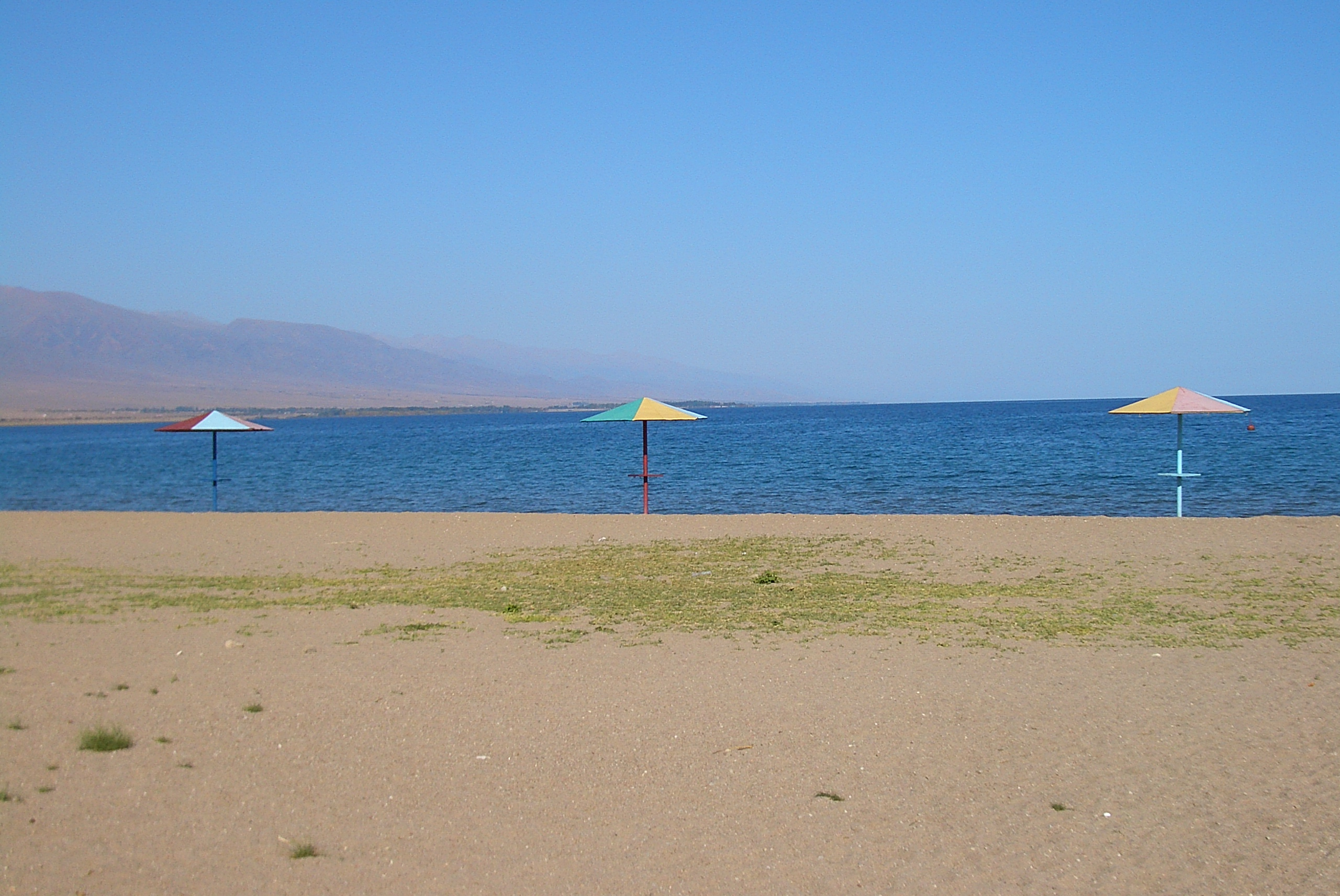
Plage de Kosh Köl.

## Communautés rurales et villages
Le district d'Ysyk-Köl comprend une ville :
- Cholpon-Ata

et 12 communautés rurales (aiyl okmotu), chacune d'elles étant constituée d'un ou plusieurs villages, :
1. Anan'yevo (villages : Anan'yevo (centre), Kök-Döbö, Chet-Baysoorun)
2. Bosteri (villages : Bosteri (centre), Baktuu-Dolonotu)
3. Sadyr Ake (villages : Grigor'yevka (centre), Grigor'yevskaya Pristan')
4. Kara-Oy
5. Kum-Bel (villages : Korumdu (centre), Bulan-Segettu)
6. Semyonovka (villages : Semyonovka (centre), Kojoyar)
7. Tamchy (villages : Tamchy (centre), Koshkol, Chyrpykty)
8. Abdrakhmanov (villages : Jarkynbaevo (centre), Karool-Döbö)
9. Temirov (villages : Temirovka (centre), Kashat)
10. Toru-Aygyr (villages : Toru-Aygyr (centre), Kyzyl-Oruk, Sary-Kamysh)
11. Örüktü (villages : Chong-Örüktü (centre), Orto-Örüktü, Örüktü-Khutor)
12. Chong Sary Oy (villages : Chong-Sary-Oy (centre), Baetovka, Örnök, Sary-Oy, Chok-Tal)